# What
"What" é uma canção composta por H. B. Barnum, gravada originalmente por Melinda Marx e lançada em 1965. Melinda, filha de Groucho Marx, era uma relutante cantora pop e as notas altas de "What" a deixaram nervosa. Ela gravou apenas mais um single antes de abandonar a carreira musical que lhe foi imposta por seu pai.

## Versão de Soft Cell
A dupla britânica Soft Cell lançou uma versão cover em julho de 1982 como único single de seu álbum de remixes, Non Stop Ecstatic Dancing. Tornou-se a quinta entrada deles no top 10 britânico, chegando ao terceiro lugar na parada de singles.

### Posição nas paradas musicais
| Parada (1982)                                     | Melhor posição |
| ------------------------------------------------- | -------------- |
| Bélgica (Ultratop 50 de Flandres)                 | 32             |
| Alemanha (Offizielle Deutsche Charts)             | 64             |
| Irlanda (IRMA)                                    | 6              |
| Israel (IBA)                                      | 10             |
| Reino Unido (UK Singles Chart)                    | 3              |
| Estados Unidos (Billboard Bubbling Under Hot 100) | 1              |